# Список видов муравьёв Эстонии

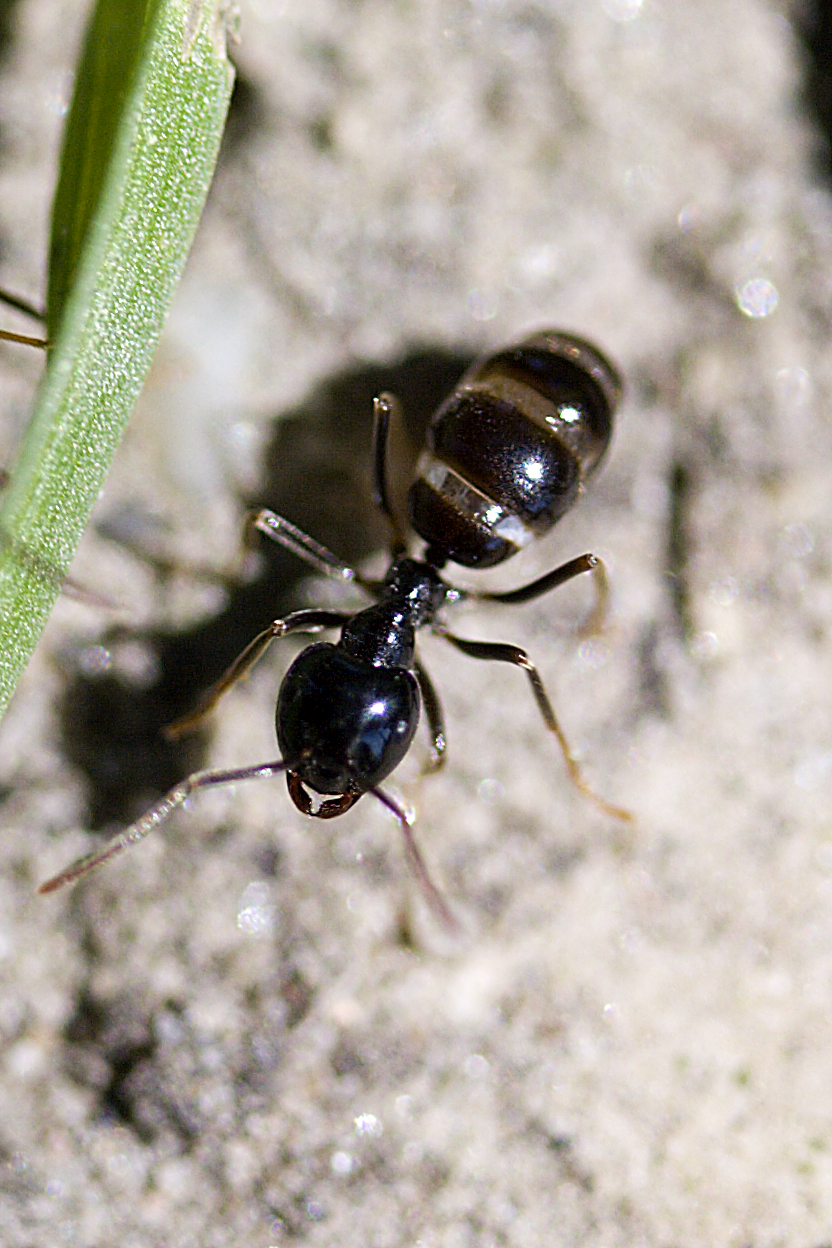
Lasius fuliginosus

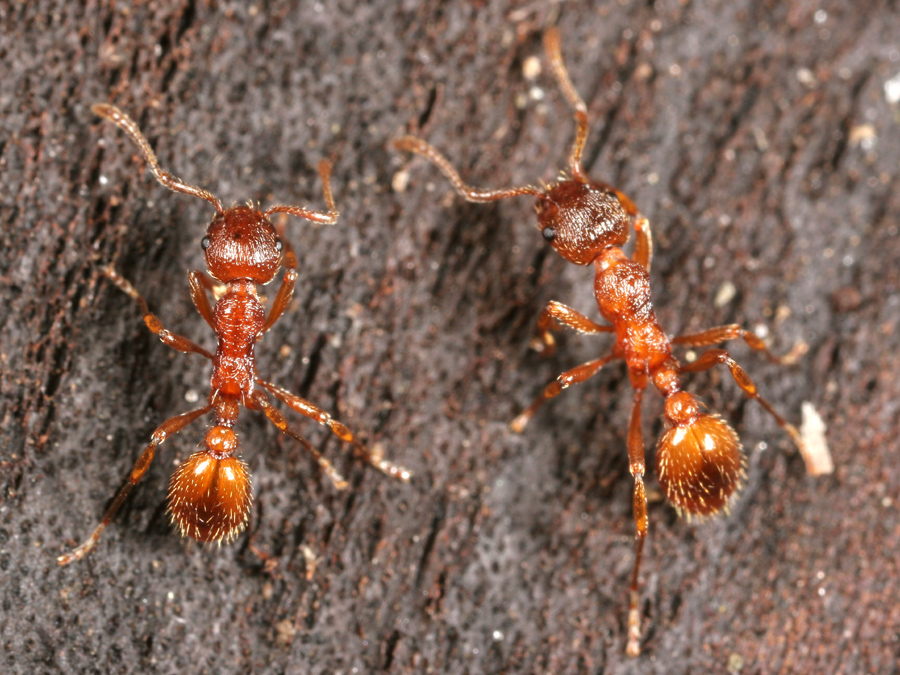
Myrmica rubra

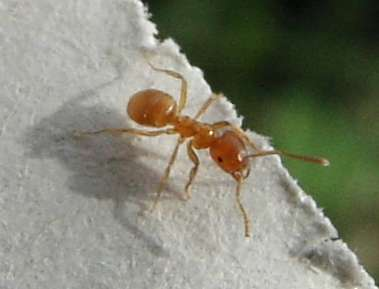
Lasius flavus

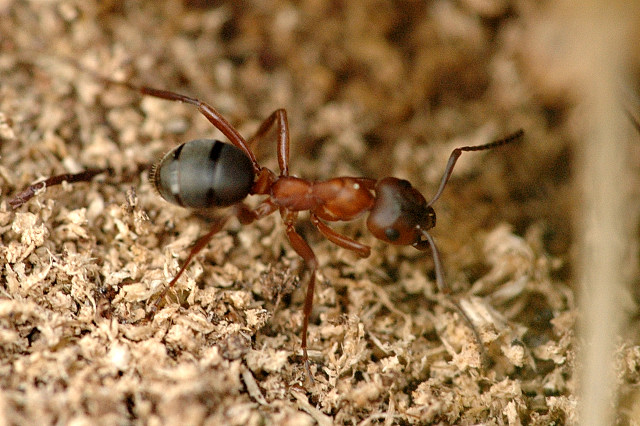
Formica sanguinea

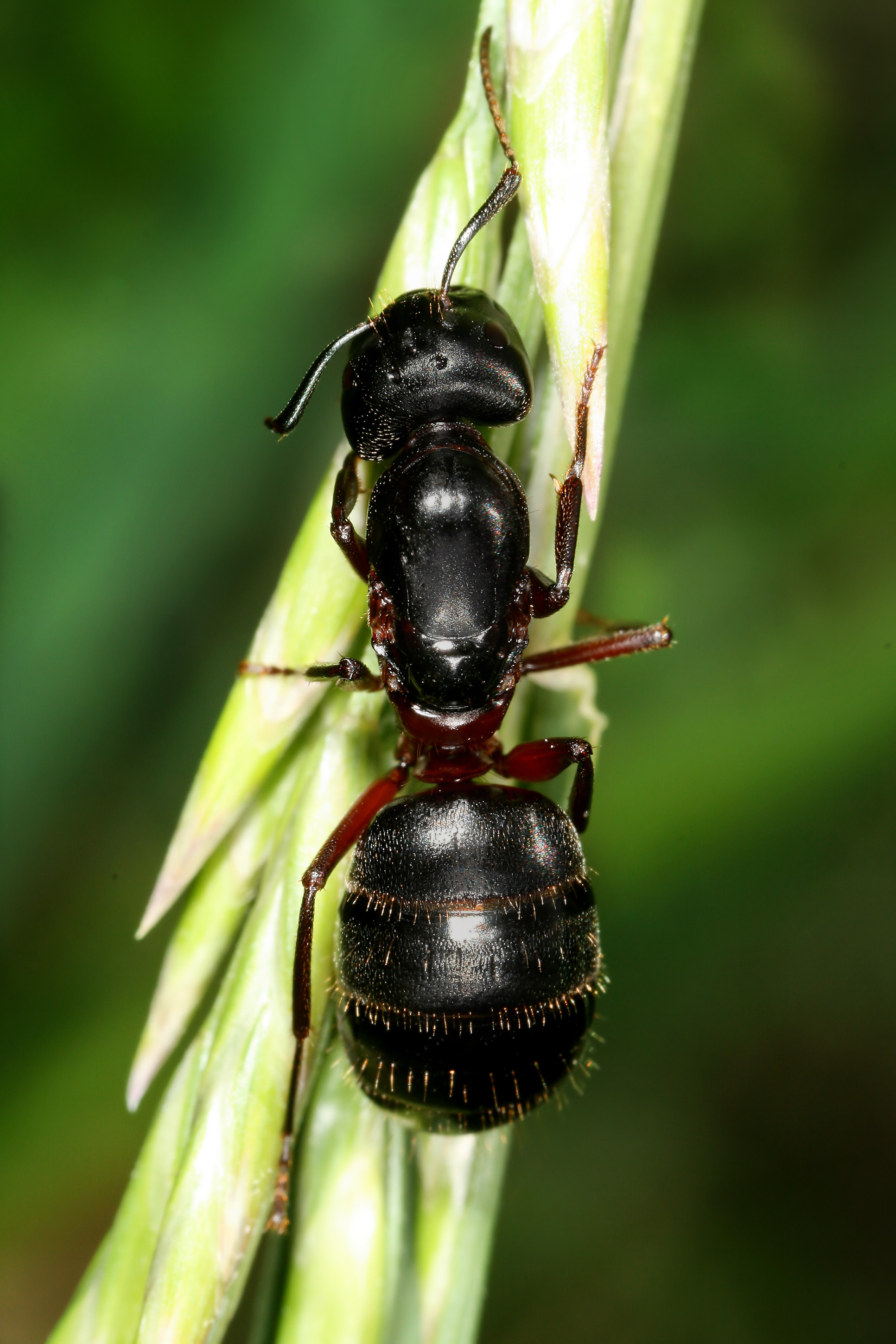
Camponotus herculeanus

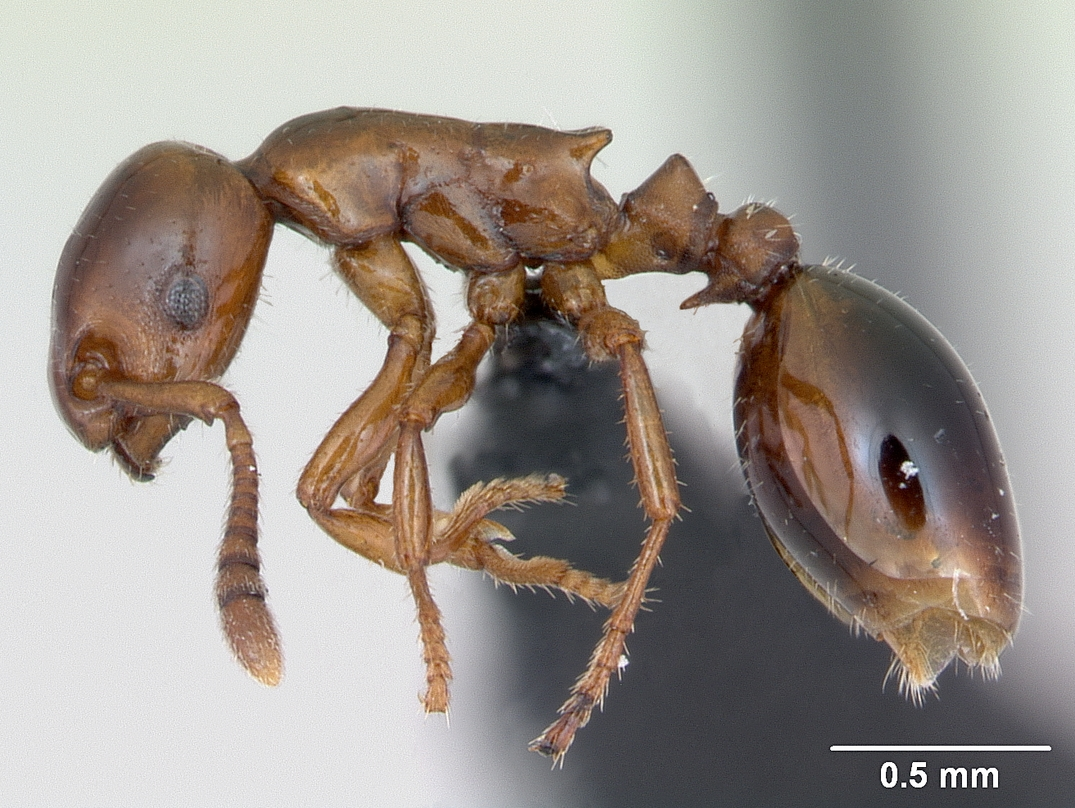
Formicoxenus nitidulus

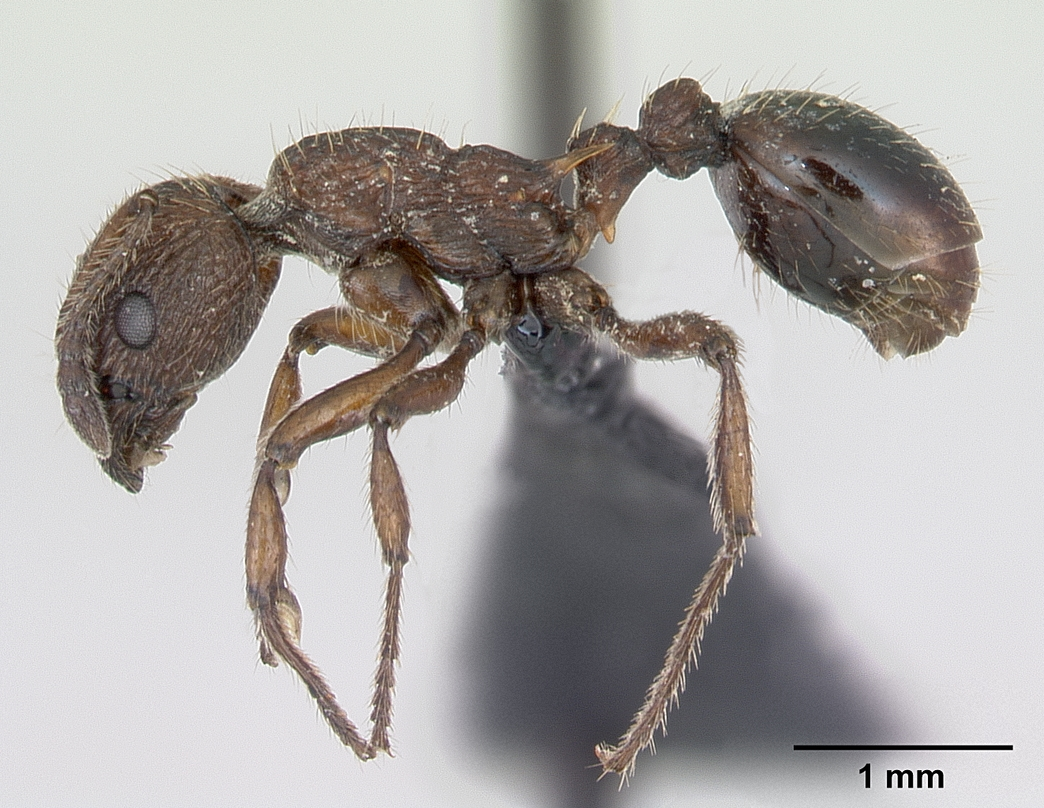
Myrmica scabrinodis

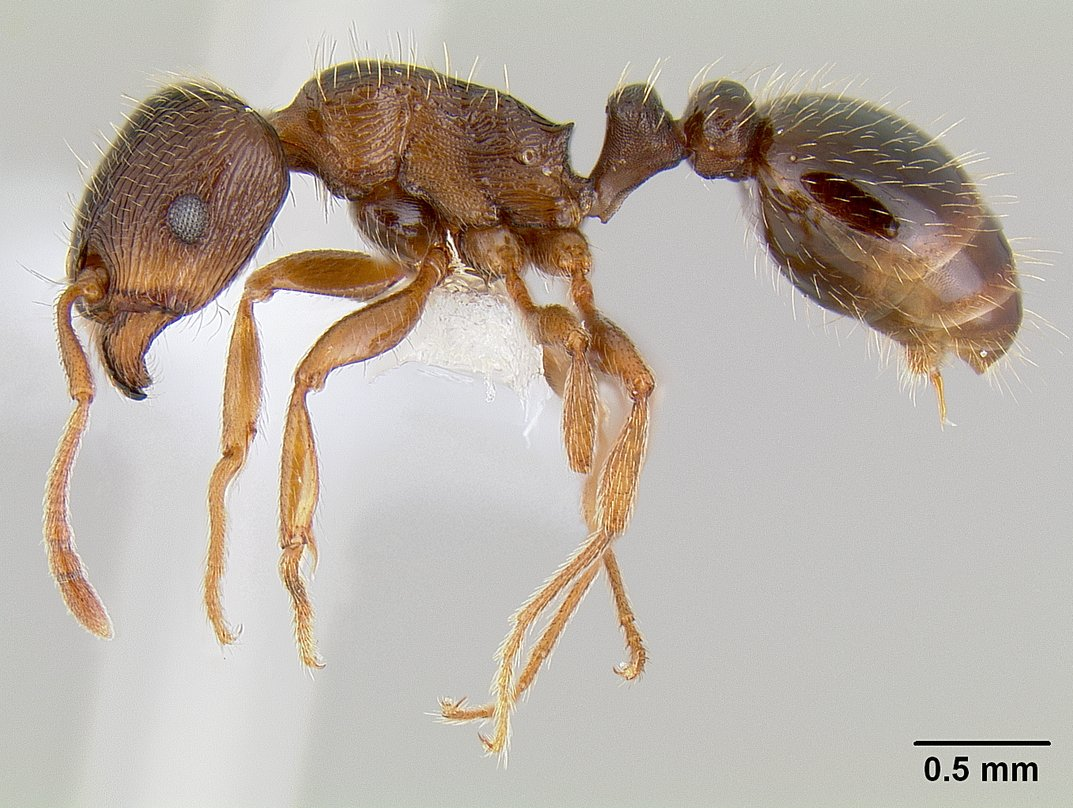
Tetramorium caespitum

Список видов муравьёв Эстонии включает все виды муравьёв (семейство Formicidae, отряд Hymenoptera), обитающих в Эстонии. Список состоит из биноменов (двухсловных названий, состоящих из сочетания имени рода и имени вида) и указанных рядом с ними имени учёного, впервые описавшего данный таксон, и года, в котором это произошло. В целом, местная мирмекофауна характерна для стран Прибалтики и Скандинавии, в ней отсутствуют эндемичные элементы. Всего на территории Эстонии обнаружено 47 видов муравьёв из 11 родов и 4 подсемейств.

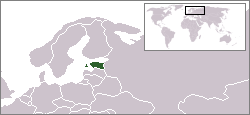
Эстония на карте

## Camponotus
Кроме двух, обитающих в природных условиях видов этого рода, в желудках бурых медведей найден 3-й представитель — Camponotus fallax (Блестящий муравей-древоточец).
- Camponotus herculeanus  (Linnaeus, 1758)

- Camponotus ligniperda  (Latreille, 1802)

## Formica
- Formica aquilonia  Yarrow, 1955

- Formica candida  Smith, F., 1878

- Formica cinerea  Mayr, 1853

- Formica cunicularia  Latreille, 1798

- Formica exsecta  Nylander, 1846

- Formica fusca  Linnaeus, 1758

- Formica lugubris  Zetterstedt, 1838

- Formica polyctena  Forster, 1850

- Formica pratensis  Retzius, 1783

- Formica pressilabris  Nylander, 1846

- Formica rufa  (Linnaeus, 1761)

- Formica rufibarbis  Fabricius, 1793

- Formica sanguinea  Latreille, 1798

- Formica truncorum  Fabricius, 1804

- Formica uralensis  Ruzsky, 1895

## Formicoxenus
- Formicoxenus nitidulus  (Nylander, 1846)

## Harpagoxenus
- Harpagoxenus sublaevis  (Nylander, 1849)

## Lasius
- Lasius alienus  (Forster, 1850)

- Lasius carniolicus  Mayr, 1861

- Lasius flavus  (Fabricius, 1782)

- Lasius fuliginosus  (Latreille, 1798)

- Lasius mixtus  (Nylander, 1846)

- Lasius niger (Linnaeus, 1758) — Чёрный садовый муравей (интродуцирован)

- Lasius platythorax  Seifert, 1991

- Lasius umbratus  (Nylander, 1846)

## Leptothorax
- Leptothorax acervorum  (Fabricius, 1793)

- Leptothorax kutteri  (Buschinger, 1966)

- Leptothorax muscorum  (Nylander, 1846)

- Leptothorax pacis  Kutter, 1945

## Monomorium
- Monomorium pharaonis  (Linnaeus, 1758)

## Myrmica
- Myrmica gallienii  Bondroit, 1920

- Myrmica karavajevi  (Arnold, 1930)

- Myrmica lobicornis  Nylander, 1846

- Myrmica rubra (Linnaeus, 1758) — Рыжая мирмика

- Myrmica ruginodis  Nylander, 1846

- Myrmica rugulosa  Nylander, 1849

- Myrmica sabuleti  Meinert, 1861

- Myrmica scabrinodis  Nylander, 1846

- Myrmica schencki  Emery, 1895

- Myrmica sulcinodis  Nylander, 1846

## Paratrechina
- Paratrechina longicornis  (Latreille, 1802)

## Temnothorax
- Temnothorax crassispinus  Karavaiev, 1926

- Temnothorax tuberum  (Fabricius, 1775)

## Tetramorium
- Tetramorium caespitum  (Linnaeus, 1758)

- Tetramorium simillimum  (Smith, F., 1851)